# Scontri di Martakert del 2010
Gli scontri di Martakert del 2010 furono le gravi violazioni dell'accordo di cessate il fuoco successivo alla prima guerra del Nagorno Karabakh, avvenute lungo la linea di demarcazione tra Nagorno Karabakh ed Azerbaigian nel giugno 2010.

## I fatti
Gli scontri iniziarono nei pressi del villaggio di Chayli nella regione di Martakert, lungo la linea di contatto fra armeni ed azeri, alle 23:30 del 18 giugno 2010. Secondo il Ministero della difesa del Nagorno Karabakh, le forze armene vennero colte di sorpresa da un gruppo di una ventina di militari azeri in azione di ricognizione o sabotaggio. L'esito del violento combattimento, durato alcune ore, è di quattro soldati armeni uccisi ed altrettanti feriti e un azero morto e un altro in gravi condizioni. Il corpo di un ufficiale azero, Mubariz Ibrahimov, rimase sulla sponda armena.
Lo scontro, avvenuto proprio all'indomani dell'ennesimo round di colloqui trilaterali presidenziali a San Pietroburgo, per alcuni osservatori sarebbe stata una prova degli azeri per saggiare il livello di risposta delle truppe armene, mentre per altri si tratterebbe di un'iniziativa messa in atto dal governo dell'Azerbaigian per alzare la posta in gioco al tavolo delle trattative.
Tra il 20 ed il 21 giugno, le forze armene dell'Esercito di difesa del Nagorno Karabakh attuarono un'azione di replica lungo la linea di demarcazione nei pressi di Fizuli che si concluse con un azero ucciso. Le forze azere dichiararono di aver respinto l'assalto e arrecato ulteriori perdite al nemico.

## Versioni delle parti
La dinamica degli scontri è sostanzialmente confermata dalle parti. Per il presidente armeno Serzh Sargsyan gli incidenti sono stati una "provocazione azera" avvenuta a poche ore dall'incontro con il presidente dell'Azerbaigian Ilham Aliyev.
Da parte azera il ministro della Difesa ha inizialmente rigettato le accuse affermando che erano stati gli armeni a sparare contro i soldati azeri. In seguito il ministero degli Esteri ha affermato che gli incidenti "erano una diretta conseguenza del mancato ritiro armeno dai territori occupati".
Circa un mese dopo i fatti il presidente azero conferì al soldato Ibrahimov il riconoscimento postumo di "Eroe nazionale dell'Azerbaigian" e fonti ufficiali azere sostennero che il numero degli incidenti era dovuto alla sola azione di tale soldato e al suo desiderio di giustizia.

## Reazioni internazionali
L'azione azera suscitò reazioni generalmente critiche in quanto apportatrice di ulteriore tensione nella regione. L'ambasciatore statunitense Mattew Bryza confermò che l'attacco era partito dal lato azero.
I co-presidenti del Gruppo di Minsk condannarono gli scontri giudicati come "un'inaccettabile violazione dell'accordo di cessate-il-fuoco del 1994 (Accordo di Biškek) contraria a quanto concordato dalle parti circa l'astensione dall'uso della forza o dalla minaccia di uso della forza".